# Second Avenue (stacja metra)
Second Avenue – stacja metra nowojorskiego, na linii F. Znajduje się w dzielnicy Manhattan, w Nowym Jorku i zlokalizowana jest pomiędzy stacjami Broadway – Lafayette Street i Delancey Street - Essex Street. Została otwarta 1 stycznia 1936.